# Lista chorób zakaźnych podlegających obowiązkowi zgłaszania w Polsce
W Polsce na mocy ustawy o zapobieganiu oraz zwalczaniu zakażeń i chorób zakaźnych u ludzi lekarze i felczerzy mają obowiązek zgłaszania podejrzenia lub rozpoznania zakażenia, choroby zakaźnej lub wynikającego z nich zgonu. 
Zgłoszenie jest wykonywane w formie papierowej, elektronicznej lub telefonicznej do właściwego państwowego inspektora sanitarnego.
Listę chorób zakaźnych, sposób zgłaszania i wzory druków określa rozporządzenie ministra zdrowia z dnia 10 grudnia 2019 roku.

## Lista chorób zakaźnych cz. I
W części I załącznika nr 1 do rozporządzenia zamieszczono 14 chorób lub grup chorób zgłaszanych telefonicznie, a potwierdzanych w postaci papierowej lub elektronicznej:
1. błonica
2. bruceloza
3. cholera lub zakażenie toksynotwórczym szczepem Vibrio cholerae
4. gorączka krwotoczna Ebola (EVD) oraz wirusowe gorączki krwotoczne o wysokiej śmiertelności, w tym Marburg i Lassa
5. dżuma
6. gorączka Q
7. grypa wywołana nowym lub niesubtypowalnym szczepem wirusa
8. grypa ptaków u ludzi lub grypa wywołana innymi szczepami pochodzenia zwierzęcego u ludzi
9. inwazyjne zakażenia Neisseria meningitidis
10. odra
11. ospa prawdziwa
12. ostre nagminne porażenie dziecięce (poliomyelitis)
13. wąglik w postaci płucnej
14. zespoły ciężkiej ostrej niewydolności oddechowej (SARI) lub innej niewydolności narządowej o etiologii infekcyjnej lub nieustalone

## Lista chorób zakaźnych cz. II
W części II załącznika nr 1 do rozporządzenia zamieszczono 51 chorób lub grup chorób zgłaszanych w postaci papierowej lub elektronicznej:
1. bąblowica i wągrzyca
2. biegunki o etiologii infekcyjnej lub nieustalonej u dzieci do lat 2
3. borelioza z Lyme
4. chlamydiozy – przenoszone drogą płciową
5. Chikungunya
6. choroba Creutzfeldta-Jakoba i inne encefalopatie gąbczaste
7. czerwonka bakteryjna
8. dury rzekome A, B, C i zakażenia pałeczkami rzekomodurowymi
9. dur wysypkowy (w tym choroba Brill-Zinssera) i inne riketsjozy
10. giardioza
11. gruźlica
12. grypa (sezonowa) - zachorowania potwierdzone dodatnim wynikiem badań laboratoryjnych mających na celu izolację wirusa grypy lub wykrycie kwasu nukleinowego wirusa grypy
13. inwazyjne zakażenia Streptococcus pneumoniae
14. inwazyjne zakażenia Streptococcus pyogenes
15. inwazyjne zakażenie Haemophilus influenzae
16. jersinioza
17. kampylobakterioza
18. kiła
19. kryptosporydioza
20. krztusiec
21. legioneloza
22. leptospirozy
23. listerioza
24. mikobakteriozy
25. nagminne zapalenie przyusznic (świnka)
26. nosacizna
27. ornitozy
28. ospa wietrzna
29. ostre porażenia wiotkie, w tym zespół Guillaina-Barrégo – u dzieci do 15. roku życia
30. płonica
31. pryszczyca
32. różyczka i zespół różyczki wrodzonej
33. rzeżączka
34. salmonelozy inne niż wywołane przez pałeczki Salmonella typhi i Salmonella paratyphi A, B, C
35. tężec
36. toksoplazmoza wrodzona
37. tularemia
38. wąglik
39. wirusowe gorączki krwotoczne, w tym żółta gorączka
40. wirusowe zapalenia wątroby (A, B, C, inne) oraz zakażenia wywołane przez wirusy zapalenia wątroby
41. włośnica
42. wścieklizna
43. zakażenia żołądkowo-jelitowe oraz zatrucia pokarmowe o etiologii infekcyjnej lub nieustalonej
44. zakażenie ludzkim wirusem niedoboru odporności (HIV) i zespół nabytego niedoboru odporności (AIDS)
45. zakażenia wirusem zachodniego Nilu
46. zapalenia opon mózgowo rdzeniowych lub mózgu o etiologii infekcyjnej lub nieustalonej
47. zatrucie jadem kiełbasianym (botulizm)
48. zespół hemolityczno-mocznicowy i inne postaci zakażenia werotoksycznymi pałeczkami Escherichia coli (STEC/VTEC)
49. zimnica (malaria)
50. zakażenia objawowe wywołane przez Clostridium difficile
51. zakażenia objawowe wywołane przez Enterobacterales produkujące karbapenemazy (CPE)